# Holiday (1938)
Holiday is een Amerikaanse screwball-komediefilm uit 1938 onder regie van George Cukor. De film is een remake van de gelijknamige versie uit 1930 en is gebaseerd op het gelijknamig toneelstuk uit 1928 van Philip Barry. De film werd destijds in Nederland uitgebracht onder de titel Levensproblemen en heeft Katharine Hepburn en Cary Grant in de hoofdrollen.

## Verhaal
Dertigjarige Johnny Case keert terug naar New York van een wintervakantie in Lake Placid en verkondigt zijn vrienden Nick en Susan Potter dat hij daar verliefd is geworden op ene Julia Seton. Hij geeft toe dat hij niets weet over haar achtergrond. Als hij later arriveert bij haar woonadres op Park Avenue, komt hij tot de ontdekking dat ze de dochter is van een welvarende bankier, Edward Seton. Terwijl zij het nieuws over hun verloving overmaakt aan haar conservatieve vader, brengt Johnny tijd door met haar uitgesproken en vrijgevochten zus Linda en haar alcoholistische maar charmante broer Ned. Hij vertelt hen dat hij van jongs af aan hard heeft gewerkt voor geld en nu een langverwachte vakantie wil inlassen om op zoek te gaan naar de betekenis van het leven. Linda kan zich inleven in Johnny's denken omdat zij door toedoen van haar vaders strikte opvoeding geen plek in de samenleving heeft kunnen vinden.
Meneer Seton reageert aanvankelijk terughoudend op het nieuws van de verloving maar geeft zijn goedkeuring na een ontmoeting met Johnny. Linda suggereert een bescheiden verlovingsfeest, en is teleurgesteld dat Julia een groots nieuwjaarsfeest organiseert. Uit protest brengt ze deze avond door in een afgelegen kamer, waar zij gezelschap wordt gehouden door Johnny, die naar haar is gestuurd door Julia om haar te overtuigen terug te keren naar het feest. Johnny komt in deze kamer tot zijn blijde verrassing ook de Potters tegen. Het gezelschap vermaakt zich, totdat ze worden gestoord door meneer Seton en Julia, die eisen dat iedereen terugkeert naar het feest.
Om iedereen te bedaren, biedt meneer Seton zijn toekomstige schoonzoon een functie aan bij zijn bank. Zowel hij als Julia zijn negatief verrast door Johnny's plannen om een lange pauze te nemen, en verlaten de kamer vol onbegrip. Johnny luidt om deze reden het nieuwe jaar in met Linda; zij geeft later toe aan Ned verliefd te zijn geworden op Johnny. Enkele dagen na het feest vraagt Johnny aan Julia om hem te vergezellen op een zeilreis met de Potters naar Europa. Als Linda te horen krijgt dat Julia dit aanbod heeft afgewezen, wordt ze razend op haar zus en begint ze een felle discussie met haar. De ruzie wordt onderbroken door Johnny, die is gearriveerd om de functie bij de bank te accepteren, op voorwaarde dat hij ontslag mag nemen als hij na twee jaar nog steeds niet gelukkig is. Johnny komt hier later op terug, als hij zich realiseert dat hij meer van zijn vrijheid houdt dan van Julia.
Johnny vertrekt naar de haven om met de Potters naar Europa te zeilen, en Linda merkt dat Julia opgelucht is door Johnny's vertrek. Als Julia toegeeft nooit van Johnny te hebben gehouden, haast Linda zich naar de haven om Johnny te vergezellen op reis.

## Rolverdeling
| Acteur                | Personage                    |
| --------------------- | ---------------------------- |
| Katharine Hepburn     | Linda Seton                  |
| Cary Grant            | Johnny Case                  |
| Doris Nolan           | Julia Seton                  |
| Lew Ayres             | Ned Seton                    |
| Edward Everett Horton | Professor Nick Potter        |
| Henry Kolker          | Edward Seton                 |
| Binnie Barnes         | Mevrouw Laura Cram           |
| Jean Dixon            | Mevrouw Susan Elliott Potter |
| Henry Daniell         | Seton Cram                   |

## Achtergrond
Het toneelstuk ging in 1928 in première op Broadway en werd in 1930 al verfilmd. In 1936 kocht Columbia Pictures de rechten van het verhaal van RKO Pictures voor een bedrag van $80.000. De film ging in productie onder de werktitels Unconventional Linda en Vacation Bound. Aanvankelijk werd Joan Bennett aangesteld als Julia Seton en Ginger Rogers als Linda Seton. Uiteindelijk werd Katharine Hepburn door RKO uitgeleend voor de hoofdrol, nadat ze weigerde om mee te werken aan de film Mother Carey's Chickens (1938). Hepburn was de understudy in het toneelstuk en wilde al vanaf het begin meewerken aan een verfilming. Ze overtuigde Harry Cohn om de film te produceren voor Columbia Pictures en suggereerde George Cukor als regisseur en Cary Grant als tegenspeler. Voordat Hepburn was aangesteld, zou Grant aanvankelijk in de film acteren met zijn The Awful Truth-tegenspeelster Irene Dunne, maar Cukor eiste dat Hepburn zou worden gecast. Cukor testte Rita Hayworth voor de rol van Julia, maar uiteindelijk werd Doris Nolan gecast.
Hepburns moeite om in de film te verschijnen werd beloond: ze genoot unanieme lof van de pers voor haar vertolking van Linda Seton. Zo beschreef de  recensent van de New York Herald Tribune haar acteerwerk als 'eerste klasse'. Het publiek bleef echter weg: zij konden zich niet vinden in Johnny's keuze om een baan af te slaan ten tijde van de Grote Depressie.
De film is de derde van vier films met Katharine Hepburn en Cary Grant in de hoofdrollen: de anderen zijn Sylvia Scarlett (1935), Bringing Up Baby (1938) en The Philadelphia Story (1940).